# Satomi Kubokura
Satomi Kubokura (久保倉 里美, Kubokura Satomi), née le 27 avril 1982 à Asahikawa, est une athlète japonaise spécialiste du 400 mètres haies. 

## Carrière
Elle remporte quatre fois de suite le titre de championne d'Asie du 400 m haies (2007, 2009, 2011 et 2013).
Le 1er octobre 2014, elle remporte la médaille d'argent des Jeux asiatiques en 56 s 21. Son meilleur temps en 2013 est de 56 s 33 à Moscou le 12 août. En 2012, elle court en 55 s 85 à Londres. Son meilleur temps est de 55 s 34 à Osaka le 26 juin 2011.

## Palmarès

### Championnats d'Asie d'athlétisme
- Championnats d'Asie d'athlétisme 2005 à Incheon,  Corée du Sud
  -  Médaille de bronze au relais 4 × 400 m
- Championnats d'Asie d'athlétisme 2007 à Amman,  Jordanie
  -  Médaille d'or sur 400 m haies
  -  Médaille d'argent au relais 4 × 400 m
- Championnats d'Asie d'athlétisme 2009 à Guangzhou,  Chine
  -  Médaille d'or sur 400 m haies
  -  Médaille de bronze au relais 4 × 400 m
- Championnats d'Asie d'athlétisme 2011 à Kobe,  Japon
  -  Médaille d'or sur 400 m haies
  -  Médaille d'or au relais 4 × 400 m
- Championnats d'Asie d'athlétisme 2013 à Pune,  Inde
  -  Médaille d'or sur 400 m haies
  -  Médaille de bronze au relais 4 × 400 m

### Jeux asiatiques
- Jeux asiatiques de 2006 à Doha,  Qatar
  -  Médaille d'argent sur 400 m haies
- Jeux asiatiques de 2010 à Guangzhou,  Chine
  -  Médaille de bronze sur 400 m haies
- Jeux asiatiques de 2014 à Incheon,  Corée du Sud
  -  Médaille d'argent sur 400 m haies